# Hexatoma (Eriocera) albomedia
Hexatoma (Eriocera) albomedia is een tweevleugelige uit de familie steltmuggen (Limoniidae). De soort komt voor in het Oriëntaals gebied.